# Lorenzo Cibo de' Mari
Lorenzo Cibo de' Mari, le cardinal de Bénévent (né en 1450/1451 à Gênes, Italie, alors dans la république de Gênes (ou à Valence, et mort à Rome, le 21 décembre 1503) est un cardinal italien de l'Église catholique. 
Il est le neveu du pape Innocent VIII. D'autres cardinaux de la famille sont Innocenzo Cibo (1513), Alderano Cibo (1645) et Camillo Cibo (1729).

## Biographie
Cibo de' Mari est le fils illégitime de Maurizio Cibo, gouverneur de Spolète et frère de Giovanni Battista Cybo, qui devient en 1484 le pape Innocent VIII,.
Il est préfet du château Saint-Ange, chanoine à la basilique Saint-Pierre et protonotaire apostolique. Il est abbé commendataire de l'abbaye de S. Stefano à Ivrée, de l'abbaye de San Victorino dans le diocèse de Lérida, de l'abbaye de Saint-Jean de Sordes, de l'abbaye de S. Pastore dans le diocèse de Rieti, de l'abbaye de S. Stefano, dans le diocèse de Verceil et de l'abbaye de Fécamp. En 1485, Cibo est nommé archevêque de Bénévent.
Cibo est créé cardinal par son oncle, le pape Innocent VIII au consistoire du 9 mars 1489. Il est nommé administrateur de Vannes en 1490 et de Noli en 1503. En 1492-1493, il est camerlingue du Sacré Collège.
Le cardinal Cibo de' Mari participe au conclave de 1492, lors duquel Alexandre VI) est élu, et aux conclaves de 1503 (élection de Pie III et de Jules II).